# بيار أبيلار
پيتر أبـِلار (بالإنجليزية: Peter Abelard، باللاتينية: Petrus Abaelardus، بالفرنسية: Pierre Abélard)؛ (1079 - 21 أبريل 1142)، فيلسوف فرنسي شهير وله الفضل في إنشاء جامعة باريس، ويعتبر شعلة ألهبت عقل أوروبا اللاتينية في القرن الثاني عشر، ويعتبر ممثلا لأخلاق عصره وآدابه، وأرقى وأعظم ما يخلب اللب ويبهر العقل في ذلك العصر. وتعتبر علاقته العاطفية بتلميذته إلواز مضرباً للأمثال.
وُلد أبيلارد قرب نانت بفرنسا. رسم له أبوه، الذي كان من طبقة النبلاء، طريقًا عسكريًا، لكن أبيلارد قرر أن يكون عالمًا. قام بتدريس اللاهوت بباريس في الفترة 1113 ـ 1118 م. وأسس مع اثنين من زملائه مدرسة تطورت تدريجيًا حتى أصبحت، فيما بعد، جامعة باريس.
أصبح أبيلارد أستاذًا لإلواز عام 1113 م، وهي حفيدة أحد مسؤولي كاتدرائية نوتردام، ونشأت قصة حب بين أبلار والفتاة، وحملت منه. وفي أعقاب مولد طفلهما، عام 1118 م، عقدت إلواز وأبلار قرانهما سرًا. علم فولبير، عمّ إلواز، بخبر حبهما وزواجهما السرِّي، فاستشاط غضبًا. واستأجر في لحظة غضبه تلك مجموعة رجال هاجموا منزل أبيلارد وخصوه. وانفصل أبيلارد وإلواز بعد الحادثة مباشرة. أصبح أبلار راهبًا، والتحقت إلواز بدير للراهبات. وقد ذاعت أسرار حبهما المأساوي من رسائلهما العديدة التي تبادلاها.
كان لأبلار إسهامًا كبيرًا في فكر العصور الوسطى الأوروبية، في مجالي المنطق واللاهوت. وقد حث على استعمال المنطق من أجل استيعاب النصرانية والدفاع عنها. ألَّف أبلار كتابًا يدعى «نعم ولا» قوامه الآراء المتضاربة للسلطات اللاهوتية في مختلف المسائل والمبادئ الدينية. أصبح هذا الكتاب أحد الكتب التي أثرت في النظام الفلسفي الأوروبي للعصور الوسطى الأوروبية المسمّى المدرسية. كذلك كتب أبلار مؤلفًا بالغ الأهمية في الأخلاق، كما نشر سيرته الذاتية، في كتاب سمّاه قصة بؤسي.

## النشأة
ولد أبلار في قرية له باليه Le Pallet القريبة من نانت Nantes إحدى مدن بريطانيا. وكان أبوه المعروف لنا باسم بيرنجر Bérenger، صاحب ضيعة متواضعة، وكان بمقدوره أن يهيئ لأولاده الثلاثة ولابنته تعليماً حراً. وكان بيير Pierrc (ولسنا نعرف أصل لقبه أبلار) أكبر أولئك الأبناء، وكان بمقدوره أن يطالب بحق الابن الأكبر في ميراث أبيه؛ ولكنه كان مولعاً بالدرس والتفكير إلى حد جعله بعد أن كبر ينزل لأخويه عن حقه، وعن نصيبه في أملاك الأسرة، وشرع يطلب الفلسفة، ويلقى بنفسه في معركتها أينما حمى وطيسها، أو أينما وجد معلماً ذائع الصيت يدرسها.

## أبلار وروسلان
كان أعظم ما أثّر في حياته المستقبلية أن كان من أول أساتذته روسلان Roscelin (حوالي 1050- حوالي 1120)، وهو رجل متمرد أنصب عليه كما أنصب على أبلار من بعده سخط الكنيسة وحرمانه من الدين.
وكان المنشأ الذي أثاره روسلان مسألة من مسائل المنطق الجاف الموغل في الجاف، والتي تبدوا أبعد المسائل كلها عن الأذى، وهي الوجود الموضوعي (للكليات). وكان (الكلي) في الفلسفة اليونانية وفلسفة العصور الوسطى هو الفكرة العامة التي تدل على صنف من الأشياء (كالكتاب، والحجر، والكوكب، والرجل، والنوع الإنساني، والشعب الفرنسي، والكنيسة الكاثوليكية)؛ أو الأعمال (كالقسوة، والعدالة)؛ أو الصفات (كالجمال، والصدق). وكان أفلاطون، وهو العليم بسرعة زوال الكائنات والأشياء الفردية، قد قال بأن الكلي أكثر بقاء، وأنه لذلك أكثر حقيقة، من أي فرد من الصنف الذي يصفه: فالجمال أكثر حقيقة من فريني Phryne، والعدالة أكثر حقيقة من أرستيديز والرجل أكثر حقيقة من سقراط؛ وهذا هو الذي كانت العصور الوسطى تعبر عنه (بالواقعية). وخالف أرسطو هذا الرأي وقال أن (الكلي) ليس إلا فكرة يكونها العقل لتمثل صنفاً من الأشياء المتماثلة؛ فهو يرى أن الصنف نفسه لا يرى إلا فيصوره أعضائه التي يتركب هو منها. والناس في وقتنا هذا يتجادلون: هل يوجد (عقل جماعة) منفصلاً عن رغبات الأفراد الذين تتكون منهم هذه الجماعة وأفكارهم ومشاعرهم؟ فأما هيوم فقد قال أن (العقل) الفردي نفسه ليس إلا اسماً مجرداً من سلسلة الأحاسيس والأفكار، والإرادات التي في كائن حي ولمجموعها.
ولم يكن اليونان يهتمون اهتماما كبيراً بهذه المسألة، واكتفى فيلسوف من آخر الفلاسفة الوثنيين -هو برفيري Prophyry (حوالي 232- حوالي 304) الذي أقام في الشام وفي روما - بصياغتها دون أن يعرف حلاً لها. لكن العصور الوسطى كانت تراها مأساة حيوية.

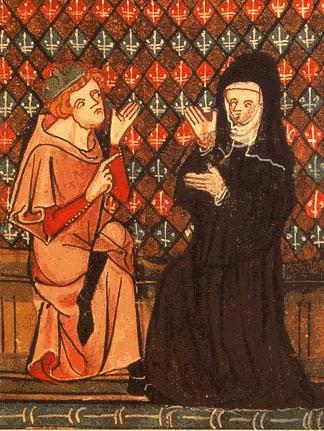
أبلار وهلواز

## أبلار والفلسفة الإدراكية
ألقى أبلار عصا التسيار في مدرسة وليم بعد المثير من التجوال العلمي 1103، وكان وقتئذ في الرابعة والعشرين أو الخامسة والعشرين من عمره. وكان وسيم الخلق حسن القوام، بهي الطلعة. ذا جبهة عريضة تبعث في النفس الروعة؛ وكانت روحه المرحة تكسب طباعة وحديثة فتنة وحيوية. وكان يستطيع تأليف الأغاني وإنشادها، وكانت فكاهته القوية تزلزل الضعاف في قاعات الجدل. وكان شاباً مرحاً طروباً، عرف في الوقت نفسه باريس والفلسفة.
وكانت عيوبه هي العيوب التي تستلزمها صفاته: فقد كان مغروراً، مزهواً بنفسه، وقحاً، منطوياً على نفسه، دفعه ابتهاجه بمواهبه التي كان يعرفها حق المعرفة إلى أن يطرح بتهور الشباب العقائد التعسفية والعواطف الرقيقة التي كانت سائدة في عصره وبين أساتذته، وقد أسكرته بهجة الفلسفة المحببة إليه؛ فهذا العاشق الذائع الصيت يحب الجدل أكثر مما يحب إلواز. وقد سخر من واقعية أستاذه المسرفة، وتحداه علناً أمام فرقته: يا عجباً الإنسانية كلها حاضرة في سقراط؟ إذن فحين تكون الإنسانية كلها حاضرة في الاسكندر لا بد أن يكون سقراط (الذي تشمله الإنسانية كلها) حاضراً في الاسكندر. ويخيل إلينا أن ما كان يقصده وليم هو أن جميع العناصر الجوهرية التي في الإنسانية حاضرة في كل كائن بشري. على أننا لم تصل إلينا حجج وليم في هذا النقاش؛ ومهما كانت هذه الحجج فأن أبلار لم يأخذ بشيء منها. فقد عارض واقعية وليم روسلان بالفلسفة التي سميت فيما بعد بالفلسفة الإدراكية.

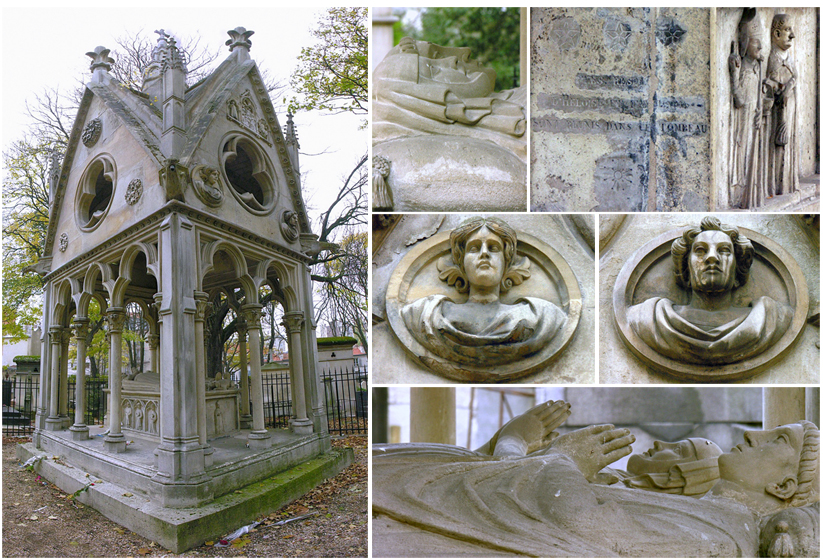
صورة تبين قبر أبلار وإلواز

وهي تقول أن الصنف (الإنسان والحجر) ليس له وجود جسمي إلا في أفراده التي يتكون منها (الرجال، والحجارة)؛ وأن الصفات (كالبياض، والطيبة، والحقيقة) لا وجود لها إلا في الأجسام، أو الأفعال، أو الأفكار التي تصفها. ولكن الصنف والصفة ليسا مجرد اسمين، بل هما مدركان تكونهما عقولنا من العناصر أو المظاهر التي نلاحظ وجودها مشتركة بين طائفة من الأفراد، أو الأجسام، أو الآراء. وهذه العناصر المشتركة حقيقة، وأن لم تظهر إلا في الصور الفردية. وليست المدركات التي نفكر بها في هذه العناصر المشتركة -الأفكار الجنسية أو الكلية التي نفكر بها في الأصناف المكونة من أجسام متماثلة- ليست هذه المدركات (رياح الصوت)، بل هي أكثر أدوات التفكير نفعاً وأكثرها ضرورة، وبغيرها لا يمكن أن يكون للعلم ولا للفلسفة وجود. ويقولون أن أبلار بقي مع وليم (بعض الوقت). ثم شرع هو نفسه يدرس في ميلون Melun أولاً ثم في كوربي Corbeil بعدئذ، وتبعد أولى البلدتين أربعين ميلاً عن باريس أما الثانية فتبعد عنها خمسة وعشرين. وقد أخذ عليه بعضهم أنه أنشأ حانوته بعد تدريب جد قصير؛ ولكن عدداً كبيراً من الطلاب هرع إليه، لإعجابهم بسرعة بديهيته وزلقة لسانه.
وكان وليم في هذه الأثناء قد أصبح راهباً في دير القديس فكتور حيث طلب إليه أن يستمر في إلقاء محاضراته؛ وعاد إليه أبلار تلميذاً بعد مرض شديد. ويبدو أنه كان على عظام فلسفة وليم لحم أكثر مما توحي به القراءة العاجلة لسيرة أبلار الموجزة التي كتبها بنفسه، ولكن سرعان ما تجددت مناقشاتهم القديمة، وأرغم أبلار (كما يقول أبلار نفسه) وليم على أن يعدل فلسفته الواقعية، وبدأت مكانة وليم في الهبوط.
وعرض الأستاذ الذي خلفه والذي عينه بنفسه في نتردام أن يخلي مكانة لأبلار 1109، ولكن وليم لم يوافق على هذا العرض. وواصل أبلار محاضراته في ميلون، ثم فوق جبل سانت جفييف المجاور لباريس. ونشبت بينه وبين وليم، وببين طلابهما، حرب كلامية دامت عدة سنين، وأصبح أبلار زعيم المحدثين أي الشبان المتمردين المتحمسين أصحاب المدرسة الحديثة.

## الفيلسوف أبلار
بينما هو يخوض غمار هذه الحرب ترهب والداه، ولعلهما فعلا ذلك استعداداً للموت، واضطر أبلار أن يعود إلى له باليه Pallet ليكون في وداعهما، وربما كان من أسباب عودته تسوية بعض المشاكل الخاصة بأملاك الأسرة. ثم رجع أبلار إلى باريس في عام 1115، بعد أن قضى بعض الوقت يدرس علوم الدين في لاءون، وأقام مدرسته، أو بدأ منهج محاضراته، في قاعات نتردام التي كان يجلس فيها وهو طالب قبل ذلك الوقت باثنتي عشرة سنة أو نحوها. ويبدو أنه لم يلق في ذلك معرضة ما. وكان وقتئذ من موظفي الكتدرائية وأن لم يصبح من قساوستها. وكان بمقدوره أن يتطلع إلى الكهنوتية العليا إذا لزم الصمت؛ ولكن هذا الشرط كان ثقيلاً عليه، لأنه درس الأدب كما درس الفلسفة، وكان أستاذاً في عرض الآراء عرضاً واضحاً لطيفا؛ وكان كغيره من الفرنسيين يرى أن الوضوح في التعبير واجب تحتمه المبادئ الخلقية، ولم يكن يخشى أن يخفف من عبء حديثه بقليل من الفكاهة. وأقبل الطلاب من كثير من البلاد ليستمعوا إليه، وكانت الفصول التي يدرس لها كبيرة كبراً أغناه بالمال وأذاع شهرته بين الأمم، تشهد بذلك رسالة بعث بها إليه فولك Foulques رئيس أحد الأديرة يقول فيها: بعثت إليك روما أبنائها تعلمهم. ولم تمنع المسافة الشاسعة، أو الجبال أو الوديان أو الطرق الموبوءة باللصوص، الشبان من الإقبال عليك. وازدحمت فصولك بالشبان الإنجليز الذين عبروا البحر المفحم بالأخطار، وأقبل عليك التلاميذ من جميع أنحاء إسبانيا وفلاندرز وألمانيا، ولم يملّو من الثناء على قوة عقلك. ولست اذكر شيئاً عن سكان باريس، وأقاصي فرنسا التي كانت هي الأخرى ظمأى لتعليمك، كأنه لا يوجد علم من العلوم لا يستطاع أخذه عنك. وما دام قد بلغ هذه الذروة من المجد والنجاح وبعد الصيت، فلم لا يرقى إلى كرس الأسقفية (كما ارتقى إليه وليم)، ثم إلى كرس رئيس الأساقفة، ولم لا يرقى إلى كرسي البابوية.

## إلواز

### اللقاء
يؤكد أبلار أن ظل حتى وقت متأخر (مستعففاً إلى أقصى حدود الاستعفاف)، وأنه كان (حريصاً على الامتناع عن جميع ضروب الإفراط). ولكن إلواز ابنة أخي فلبير Fulbert قس الكتدرائية كان لها من جمال الخلق والهيام بالعلم ما أثر كل ما كان كامنا في أبلار من حساسية مرهفة برجولته وإعجاب بعقليته. وفي خلال تلك السنين المحمومة التي كانت الحرب ناشبة فيها بين أبلار ووليم عن الكلى وغير الكلى شبت إلواز من الطفولة إلى الأنوثة المكتملة، يتيمة لم يبق لأبويها أثر. وبعث بها عمها إلى دير في أرجنتي Argentuil لتقضي فيه عدداً كبيراً من السنين، فلما ذهب إليه هامت بما في مكتبته الصغيرة من الكتب هياما أصبحت معه أنبه راهبة في الدير.
ولما عرف فلبير إنها تستطيع لتحدث باللاتينية بنفس الطلاقة التي تتكلم فيها الفرنسية، وأنها لم تكتف بهذا بل أخذت تتعلم العبرية، ولما عرف هذا اعجب بها، وجاء لتعيش معه في بيته القريب من الكتدرائية. وكانت في سن السادسة عشر حين اتصلت حياتها بحياة أبلار 1117 ؛ وفي ظنها أنها سمعت به قبل ذلك الوقت بوقت طويل، وما من شك أنها كانت قد أبصرت مئات الطلاب تغض بهم الأبهاء وقاعات المحاضرات، وقد جاءوا ليستمعوا إليه؛ ولعلها هي ذات الحماسة الذهنية القوية قد ذهبت خفية أو علناً لترى وتسمع معبود علماء باريس ومثلهم الأعلى. وفي وسعنا أن نتصور حياءها وارتياعها حين اخبرها فلبير أن أبلار سيسكن معهما ويصبح معلمها الخاص.

### بدأ الحب
ها هو ذا الفيلسوف نفسه يفسر لنا أصرح تفسير كيف حدث هذا: (وكانت هذه الفتاة الصغيرة هي التي... اعتزمت أن ارتبط بها برباط الحب. والحق أن هذا العمل من أسهل الأمور. فها هو ذا أسمى على كل لسأن، ولى من مزايا الشباب والجمال ما لا أخشى معه أن ترفضني امرأة، أيا كان شأنها، أتعطف عليها بحبي... وهكذا شرعت، وقلبي ملتهب بحب هذه الفتاة، ابحث عن الوسائل التي تمكنني من أن أتحدث إليها في كل يوم حديث المودة الخالية من الكلفة، حتى يسهل علي بذلك أن أحظى بموافقتها. ومن اجل هذا أقنعت عم الفتاة... أن يأويني في بيته... نظير أجر قليل أؤديه له... وكان هو رجلاً بخيلاً حريصاً على المال و... اعتقد أن ابنه أخيه ستفيد كثيراً من تعليمي... ولقد ذهلت من سذاجة الرجل، ولو أنه عهد بحمل وديع إلى عناية ذئب مفترس لما كنت أشد من ذلك دهشة وذهولاً... (ولم أطيل القول؟ واجتمعنا أولاً في المسكن الذي أظل حبنا، ثم في القلبين الذين كانا يحترقان من جنبينا.
وقضينا الساعات الطوال ننعم بسعادة الحب متسترين بستار الدرس... وكانت قبلاتنا يزيد عديدها على كلماتنا المنطقية، وكانت أيدينا أقل بحثاً عن الكتاب منها عن صدرينا، وكان الحب يجذب عيني كل منا إلى الآخر. وهكذا أحالت رقة إلواز العاطفة التي بدأت رغبة جسمية بسيطة. وكانت هذه تجربة جديدة في حياته لهته عن الفلسفة، فقد استعار من محاضراته وجداً وهياما لحبه، فأضحت هذه المحاضرات مملة على خلاف عاداتها. وأسف طلابه لما أصاب الجدلي المنطيق، ولكنهم رحبوا بالعاشق، وسرهم أن يعرفوا سقراط نفسه يمكن أن يأثم، وعزوا أنفسهم فقدوه من الحجج الدامغة بترديد أغاني الحب التي بدأ يؤلفها ؛ وكانت إلواز تسمع من نافذة بيتها أغاني افتتانه بها تتردد أصداؤها الصاخبة على ألسنة تلاميذه. ولم يمض إلا القليل من الوقت حتى أبلغته أنها حامل، فما كان منه إلا أن اختطفها من بيت عمها وأرسلها إلى بيت أخته في بريطانيا.

## الزواج من أبلار
دفعه الخوف من جهة والرحمة من جهة أخرى فعرض على عمها الغاضب الحانق أن يتزوجها بشرط أن يسنح له فلبير بأن يظل أمر الزواج سراً. ووافق القس على هذا، وسافر أبلار إلى بريطانيا ليحضر عروسه الرقيقة القلب غير الراضية بالزواج. وكان عمر ابنهما أسطرلاب Astorlabe ثلاثة أيام حين أقبل هو على والدته. وظلت إلواز زمناً طويلاً ترفض الزواج به. ذلك أن إصلاحات ليو التاسع وجريجوري السابع كانت منذ جيل من الزمان قد حرمت مناصب القسيسين على المتزوجين إلا إذا ترهبت الزوجة، ولم تكن إلواز مستعدة لأن تفارق رفيقها وابنها على هذا النحو، وعرضت عليه أن تبقى عشيقته بحجة أن هذه العلاقة، إذا ظلت سراً يخفى عن الناس بحكمة، لن تحول بينه وبين الرقي في مناصب الكنيسة كما يحول الزواج. وقد أورد أبلار في كتابه تاريخ مصائي (الفصل السابع) فقرة طويلة يعزو فيها إلى إلواز في هذا الظرف ثبتاً طويلاً من المراجع والأمثلة المعارضة لزواج الفلاسفة، وحججاً فصيحة قوية في الاعتراض على (حرمان الكنيسة من ضوئه البراق): (تذكر أن سقراط قد تزوج، وكيف طهرت الفلسفة من هذا العار الذي دنسها تطهيراً خسيساً حتى يكون كثيراً أن تسمى عشيقتي من أن يعرف الناس أنها زوجتي، بل أن هذا يكون أيضاً أشرف لي). ولكنه أقنعها بأن وعدها ألا يعرف الزواج إلا عدد قليل من أوثق الناس صلة بهما.
وتركا اسطرلاب مع أخت أبلار وعادا إلى باريس وتزوجا بحضور فلبير.

### النهاية
وأراد أبلار أن يحتفظ بسرية الزواج فعاد إلى حيث كان يسكن وهو أعزب، وعادت إلواز إلى السكنى مع عمها، ولم يكن كلا الحبيبين يرى الآخر إلا نادراً وخلسة. ولكن فلبير، في حرصه على أن يسترد مكانته، أخلف الوعد الذي قطعه لأبلار وأذاع السر ؛ وأنكرته إلواز، (وأنزل بها فلبير العقاب بعد العقاب). فما كان من أبلار إلا أن فر بها مرة ثانية، وبعث بها هذه المرة على كره منها شديد، إلى دير أرجنتي، وأمرها أن ترتدي ثياب الراهبات، وألا تقسم اليمين أو تلبس القاب. ويقول أبلار أنه لما سمع فلبير وأقاربه بهذا (أيقنوا أنني قد غدرت بهم أشد الغدر، وتخلصت إلى أبد الدهر من إلواز إذ أرغمتها على أن تترهب. فاستشاطوا من هذه غضباً ودبروا مؤامرة على ؛ وبينما كنت نائماً ذات ليلة. في حجرة سرية بمسكني، إذا اقتحموا على بمعونة خادم من خدمي قدموا له رشوة، وانتقموا مني انتقاما شنيعاً يجللهم العار. لأنهم بتروا أعضاء جسمي التي فعلت بها ما كان سبباً في حزنهم. ولاذوا بالفرار بعد أن فعلوا فعلتهم، ولكن اثنين منهم قُبض عليهما وفقدا أعينهما وأعضاء تناسلهما). ولم يكن في وسع أعدائه أن يختاروا له عقاباً أدل على مكرهم من هذا العقاب. نعم أنه لم يحط من منزلته لساعته، فأن باريس كلها بمن فيها من رجال الدين عطفت عليه. وأقبل عليه طلابه يواسونه، وانكمش فلبير واختفى وجر عليه النسيان ذيوله، وصار الأسقف أملاكه. ولكن أبلار أدرك أن قد قضى عليه، وأن (قصة هذا الاعتداء الشنيع حتى تبلغ أطراف الأرض). ولم يعد يستطيع التفكير في الرقي في مناصب الكنيسة، وأحس أن سمعته الطيبة قد
«محيت من الوجود محواً تاما»، وأنه سيكون مضغة في أفواه الأجيال المقبلة. وشعر بأن في سقوطه هذا قسطاً من العدالة الطبيعية غير الشعرية، فقد اجتث من لحمه ذلك الجزء الذي أذنب، وغدر به نفس الرجل الذي غدر هو به من قبل. وأمر هلواز أن تلبس النقاب وتترهب، وذهب هو إلى دير القديس دنيس وأقسم يمين الرهينة.

## رسائل إلواز
ومرت به فترة من السعادة المعتدلة حين قرر سوجر أن يستخدم البيت الذي في أرجنتي لأغراض أخرى غير الدير. وكانت إلواز مذ افترقت عن أبلار قد عكفت في هذا البيت على أداء الواجبات التي تفرضها عليها حياة الرهبنة حتى عينت رئيس الدير وعلت مكانتها عند الجميع... فأحبها الأساقفة حب الآباء للأبناء، وأحلها رؤساء الأديرة حب الأخوة للأخوات، وأحبها غير رجال الدين كما يجب الأبناء الأمهات). ولما علم أبلار أن إلواز ومن معها من الراهبات يبحثن عن مكان لهن جديد، عرض عليهن مصلى (الروح القدس) ومبانيها ؛ وذهب بنفسه ليساعدهن على تنظيم إقامتهن في مقرهن الجديد. وكثيراً ما كان يزورهن ليعظهن ويعظ القرويين أقاموا بالقرب منهن. وهمس النمامون «أنني لا زالت تسيطر عليّ مباهج الحب الأرضي، وأنا الذي لم أكن أطيق في الأيام الخالية أن أفارق من امتلئ قلبي بحبها». وكانت هذه الفترة المضطربة التي قضاها رئيساً لدير القديس جلداس هي التي كتب فيها سيرته (تاريخ مصائبي) 1132. ولسنا نعرف الباعث له على كتابة هذه السيرة، فهي تتخذ شكل مقالة يواسي بها صديقاً يشكو بؤسه، «حتى إذا وازنت أحزانك بأحزاني، رأيت أن أولاهما ليست إلى جانب الثانية التي تستحق الذكر»؛ ولكن يبدو أن هذه السيرة كان يقصد بها أن يطلع عليها العالم، وأن تكون اعترافاً أخلاقياً، ودفاعاً دينياً.
وتقول رواية قديمة، ولكنها مما لا يمكن تحقيقه، أن نسخة من الكتاب وصلت إلى يد إلواز، وإنها ردت عليه هذا الرد العجيب:
"إلى سيدها، بل أبيها، إلى زوجها، بل أخيها: من خادمته، بل ابنته، عن زوجته، بل أخته: إلى أبلار، من هلواز: "لقد جيء إلى مصادفة منذ زمن بخطابك الذي كتبته يا حبيبي تعزية إلى صديق... وقد حوى أشياء لا يستطيع أحد أن يطلع عليها دون أن تفيض عيناه بالدمع لأنها تجدد أحزاني كاملة... فباسم الله الذي لا يزال يرعاك... باسم المسيح، ونحن خادماته وخادمتك، نستحلفك أن تتفضل فتخبرنا في رسائل منك متتابعة عن المصائب التي لا زالت تتقاذفك حتى نشاركك على الأقل في أحزانك ومسراتك، نحن الذين بقينا على الدوام أوفياء لك... "أنك لتعرف يا أعز الناس علي - وأن الناس كلهم ليعرفون- ماذا خسرت بفقدك... لقد بدلت ثيابي وقلبي طوعاً لأمرك، كي أظهر لك أنك مالك جسمي وعقلي... ولم أكن أتطلع إلى عهد الزواج، أو إلى مهر تمهرني به... وإذا كان اسم الزوجة يبدو أكثر قداسة وأقوى رابطة، فأن أحب إلي، اسم الصديقة منه وأعذب على الدوام؛ أو، إذا لك يكن في هذا ما تستحي منه، اسم العشيقة أو العاهرة... وأني لأشهد لله لو أن أغسطس الذي حكم العالم كله رأى أني خليفة بأن يكون لي شرف الزواج به، وأن يملكني العالم بأسره أحكمه حكماً يدوم أبد الدهر، لكان قولهم أني مومسك أحب إلى من قولهم أني إمبراطورته... "وهل بين الملوك أو الفلاسفة من يضارعك في شهرتك؟ وأية مملكة أو مدينة أو قرية لم تتحرق شوقاً لرؤيتك؟ ومن من الناس لم يستحث الخطى لينظر إليك، حين تبدو أمام الجماهير؟... وأية زوجة، وأية عذراء، لم تتلهف عليك وأنت غائب، أو تتحرق شوقاً إليك وأنت حاضرة؟ وأية ملكة أو سيدة ذات سلطان لم تحدني على مباهجي وفراشي؟... "هلا حدثتني عن شيء واحد أن استطعت: لم أهملتني ونسيتني، بعد أن سلكت سبيل الحياة الدينية التي كنت أنت دون غيرك الآمر بها، فلم أحظ بعدئذ بكلمة منك أو نظر إليك تبتهج بها نفسي، أو رسالة منك في غيبتك يرتاح لها قلبي؟ ألا فحدثني عن شيء واحد لا أكثر أن استطعت، أو دعني أفض إليك بما أحس به، بل ما يظنه الناس جميعاً: أن الشهوة الجنسية لا الحب هي التي وثقت الصلة بيني وبينك... فلما أن نلت ما تبغيه، زال من فوره كل ما كنت تتظاهر به... ليس هذا يا أحب الناس إلى هو أظنه أنا وحدي، بل ما يظنه الناس جميعاً... وكم كنت أتمنى أن يكون هذا لى دون غيري، وأن يجد حبك من يبرره غيري فخف بذلك بعض الشيء لواعج أحزاني.
«أتوسل إليك أن تستمع لما أطلبه إليك... في الوقت الذي أخادع نفسي في بوجودك معي في ألفاظك المكتوبة على الأقل - وهي ألفاظ لديك منها الشيء الكثير- أهد إلى صورتك الحلوة... فأنا أستحق منك أكثر منها... بعد أن فعلت من أجلك كل ما يمكن فعله... أما التي غويت حياة الدير الخشنة في سن الشباب... لا عن تقي وحب الدين بل إطاعة لأمرك لا لشيء سواء... ولست أنتظر ثواباً من الله على هذا العمل، لأني لم أعمال شيئاً لوجه الله كما تعرف ذلك حق المعرفة... ولذلك أستحلفك باسم الذي وهبت له نفسك، وأتوسل إليك أما الله أن تعيد إلي وجودك بأية سبيل في استطاعتك، ولو بكلمة منك تخفف عن آلامي... وداعاً يا كل من أحب». لكن أبلار كان عاجزاً عجزاً جسمياً عن أن يستجيب إلى هذه العواطف الجياشة بعواطف من نوعها، ولهذا كانت الرسالة التي تعزوها إليه الرواية المتواترة تذكيراً لها بالنذر الديني الذي نذر له نفسه: «إلى هلواز أخته العزيزة في المسيح، من أبلار أخيها في المسيح نفسه»؛ وهو يوصيها بأن تقبل ما حل بهما من مصائب خاضعة لها، راضية بها، على أنها تطهير وعقاب للنجاة من عند الله. ويطلب إليها أن تدعو له، وبأمرها أن تخفف من أحزانها بأملها في أن يجتمعاً معاً في السماء، ويرجوها أن تواريه الثرى حين يموت في أراضي «الروح القدس»... وتعيد في رسالتها الثانية عبارات الهيام وعدم النقي فتقول: «لقد كنت على الدوام أخشى أن أغضبك، لا أن أغضب الله، وأعمل على رضائك أكثر مما أعمل على رضائه... فأنظر أية حياة تعسة لا بد أن أحياها إذا كنت أقاسي كل هذا عبئاً، لا أمل لي في أن أثاب عليه في المستقبل. لقد ظللت، كما ظل الكثيرون غيرك زمناً طويلاً مغروراً بخداعي وتمويهي فحسبت النفاق ديناً».
فيجيبها بأن المسيح، لا هو، قد أحبهاً بحق: لقد كان هيامي شهوة جنسية لا حباً، ولقد أشبعت شهوتي الدنيئة فيك، وكان هذا كل ما أحببت... فاذرفي الدمع من أجل منقذك لا من أجل من منقذك لا من أجل من أغواك، من أجل منجيك لا من أجل مدنسك. ثم يؤلف دعاء مؤثراً يطلب إليها أن تتلوه من أجله. وتبدو في رسالتها الثالثة وقد استسلمت لموت حبة الدنيوي؛ ولا تطلب إليه وقتئذ إلا قاعدة جديدة تستطيع هي ومن معها من الراهبات أن يحيين بها حياة دينية حقة. ويستجيب هو إلى رغبتها ويضع لهن دستوراً رحيماً معتدلاً، ويكتب مواعظ يقوي بها إيمانهن، ويبعث بهذه كلها إلى هلواز موقعة بتوقيع رقيق: «وداعاً في الرب إلى خادمته، من كانت في وقت ما عزيزة على في هذا العالم، وأضحت الآن أعز الناس في المسيح». لقد كان في ثنايا قلبه المحطم لا يزال يهيم بحبها. وبعد، فهل هذه الرسائل الشهيرة حقيقة؟ أن هذه المشكلة لتواجهنا قوية مستعصية. يقال أن أولى رسائل هلواز قد كتبت على أثر ظهور كتابه تاريخ مصائبي وهو يذكر فيه عدة زيارات قام بها أبلار لإلواز في الروح القدس ؛ ومع هذا فهي تشكو أنه قد أغفلها. ولكن لعل تاريخه قد ظهر أجزاء منقطعة، وأن الأجزاء الأولى منه وحدها هي السابقة على الرسالة. ثم أن النزعة الشهوانية الجزئية الظاهرة في بعض فقراتها تبدو غير معقولة لصدورها من امرأة أكسبها تقاها وتفانيها في أمور الدين مدى أربعة عشر عاما ذلك الإجلال السامي عند جميع الناس، وهو الإجلال الذي يشهد به بطرس المبجل كما يشهد به أبلار.
يضاف إلى هذا ما في الرسائل من تنسيق بلاغي ومقتبسات من كتب الأدب القديم، ومن كتب الآباء، دالة على الحاذق والتكاتف لا يمكن وجودها في عقل يحس إحساساً صادقاً بالحب أو التقي أو الندم. وفوق هذا كله فأن أندم مخطوطات هذه الرسائل يرجع تاريخها إلى القرن الثالث عشر. ويبدو أن جان ده مونج قد ترجمها من اللغة اللاتينية إلى الفرنسية في عام 1285. وإلى أن نجد أدلة أكثر مما لدينا قوة فأن لنا أن نختتم هذا الفصل بقولنا أنها من أبدع الوثائق المزورة في التاريخ، وأن حوادثها غير موثوق بصحتها، ولكنها قسم خالد لا يفنى من أدب فرنسا الغرامي.

## صاحب النزعة العقلية
وعاد إلى محاضراته بعد عام من ذلك الوقت 1120 مستجيباً لإلحاح طلابه ورئيس ديره، وأخذ يلقيها في (صومعة) في شعبة دير ميزنل Maisoncelle. ونظن أننا نجد في كتبه أهم ما كان يحتويه منهج محاضراته. على أن هذه المحاضرات قد ألفها وهو قلق مضطرب على دفعات متقطعة، لا نستطيع أن نحدد تواريخها. وقد راجعها في سنيه الأخيرة حين تحطمن روحه، ولسنا ندري مقدار ما تحطم من حرارة الشباب بفعل الزمن. ولأبلار أربعة كتب صغرى في المنطق تدور كلها حول مسألة الكليات. ولا حاجة لنا إلى أن نوقفها من رقادها، لكن كتابة الجدل رسالة تقع في 375 صفحة في المنطق بمعناه عند أرسطو: فهي تحليل عقلي لأجزاء الكلام وأدوات التفكير (المادة، والكم، والمكان، والموضع، والزمن، والعلاقة، والصفة، والملكية والعقل، (والعاطفة)) وأشكال القضايا المنطقية، وقواعد الاستدلال. وكان من واجب عقل أوروبا الغربية بعد أن استيقظ من سباته أن يوضح لنفسه هذه الأفكار الأساسية كما يفعل الطفل حين يتعلم القراءة. وكان الجدل أهم ما تعني به الفلسفة في أيام أبلار، ويرجع بعض السبب في هذا إلى أن الفلسفة الجديدة قد تفرعت من أرسطو عن طريق بوئيثيوس Boethius وبرفيري. ولم يكن الجيل الأول من أصحاب الفلسفة المدرسية يعرف إلا رسائل أرسطو المنطقية (وحتى هذه الرسائل لم تكن كلها معروفة له). ولهذا لم يكن كتاب أبلار في الجدل كتاباً ممتعاً خلاياً. ولكننا نسمع في صفحاته التي تعنى بالشكل قبل كل شيء إلى طلقة أو طلقتين من تلك المناوشات الأولى في الحرب التي قامت بين الدين والعقل ودامت مائتي عام.
وكيف نستطيع ونحن في عصر أخذ يشك في العقل نفسه، أن ندرك لألاء ذلك العهد الذي بدأ في التو يكشف (سر المعرفة العظيم؟). ويقول أبلار أن الحق لا يمكن أن يناقض الحق، وأن حقائق الكتاب المقدس يجب أن تنفق مع مكتشفات العقل، وإلا لكان الله الذي وهبنا هذه وتلك يخدعنا بإحداهما (21). ولعله قد كتب في عهد الباكر -قبل مأساته- كتابه حوار بين فيلسوف ويهودي ومسيحي. وفيه يقول: «أن ثلاثة رجال أقبلوا عليه (في رؤيا أثناء الليل) وسألوه بوصفه أستاذاً ذائع الصيت، أن يفصل في نزاع قائم بينهم. وقالوا أنهم كلهم يؤمنون بالله، وأن أثنين منهم يقبلان ما جاء بالكتب العبرية المقدسة، أما الفيلسوف فيرفضها، ويقترح أن يقيم حياته ومبادئه الأخلاقية على أساس العقل والقانون الطبيعي. ويرد عليهم الفيلسوف بقوله أن من أسخف السخف أن نستمسك بعقائد الطفولة. وأن نشارك الغوغاء في أباطيلهم، وأن نزج في الجحيم من لا يقبلون هذه السخافات التي لا تفترق في شيء عن عبث الأطفال!». ويختتم قوله اختتاما غير فلسفي فيرمي اليهود بالبلاهة والمسيحيين بالجنون. ويرد عليه اليهودي بقوله أن الناس لا يستطيعون الحياة بغير القوأنين؛ وأن الله قد فعل ما يفعله الملك الصالح فأنزل على الناس دستورياً للأخلاق الفاضلة، وأن تعاليم التوراة هي التي أبقت على شجاعة اليهود وأخلاقهم خلال ما أصابهم من التشتت والمآسي التي دامت قروناً طوالا. فيسأله الفيلسوف: وكيف إذن عاش آباؤكم هذه المعيشة النبيلة قبل أن يرسل موسى وشرائعه بزمن طويل؟ - وكيف تؤمنون بوحي بعدكم بالنعيم في الدنيا، ومع هذا فقد ترككم تقاسون آلام الفاقة والبؤس؟ ويقبل المسيحي كثيراً مما قاله الفيلسوف واليهودي، ولكنه يقول أن المسيحية قد نمت وأكملت شريعة الفيلسوف الطبيعية وشريعة اليهودي الموسوية؛ وأنها قد سمت بمثل الإنسانية العليا إلى درجة لم تسم إليها قط من قبل؛ فلا الفلسفة ولا اليهودية، كما جاءت في الكتب المقدسة، قد وهبت الإنسان سعادة سرمدية؛ أما المسيحية فتهب الإنسان القلق المعذب، هذا الأمل في السعادة، وهي لهذا عظيمة القيمة إلى أبعد حد. إلا أن هذا الحوار الذي لم ينته إلى غاية لهو ثمرة رائعة من نتائج قس في كتدرائية بباريس عام 1120. وقد وَجَدت حرية في النقاش شبيهة بهذه الحرية نفسها منفذاً لها في كتاب آخر لأبلار بعد أشهر كتبه على الإطلاق، وهو كتاب نعم ولا sic et non (1120). ونجد أول ذكر لهذا الكتاب في رسالة كتبها رجل من سانت تييري St. Tierry يدعى William إلى القديس برنار 1140 يصف فيها ذلك الكتاب بأنه كتاب مريب يوزع سراً بين تلاميذ أبلار والمتشيعين له (23). ثم اختفى هذا الكتاب بعدئذ من التاريخ حتى عام 1836 حين كشف فكتور كوزن Victor Cousin المخطوط بمكتبة في أفرانش Avranche. وما من شك في أن شكل الكتاب نفسه قد أحزن هذا الأسقف؛ ذلك أنه يبدأ بمقدمة تنم عن التقى والصلاح، ثم ينقسم إلى 157 سؤالاً تشمل أهم العقائد الأساسية للدين؛ وقد وضع في عمودين متقابلين تحت كل سؤال طائفتان من الأقوال إحداهما نؤيد الرد الإيجابي والأخرى تؤدي الرد السلبي، وكلتاهما مقتبسة من الكتاب المقدس، أو من كتب آباء الكنسية، أو من الآداب اليونانية الرومانية القديمة، بل أن بعضها مقتبس من فن الحب لأوفد. وقد يكون القصد من تأليف هذا الكتاب هو أن يكون مراجع يلجأ إليها في النقاش المدرس، ولكن مقدمته تنتقص من قيمة الاعتماد على آباء الكنيسة - سواء أراد الكتاب ذلك أو لم يرده- لأنها تظهر ما بينهم من التناقض، بل أنها لتظهر تناقض كل منهم لنفسه. ولم يشك أبلار في قيمة الكتاب المقدس بوصفه مرجعاً دينياً، ولكنه يقول أن لغته قد كتبت لغير المتعلمين، وأنها يجب تفسيرها بالرجوع إلى العقل والمنطق.
غير أن النص المقدس قد فد في بعض الأحيان لما أضيف إليه زوراً، أو لعدم العناية بالنسخ؛ ولهذا فإذا ناقضت نصوص الكتاب المقدس أو كتب آباء الكنيسة بعضها بعضاً، وجب أن نحاول التوفيق بين النصوص المتناقضة بالاعتماد على العقل. وكتب في نفس كلمة الافتتاح عبارة أستبق بها شكوك ديكارت بأربعمائة عام فقال: «أن أول مفاتيح الحكمة هو المثابرة على الأسئلة وتكرارها... لأن الشك يؤدي بنا إلى البحث، والبحث يوصلنا إلى النتيجة»(24). ويقول أن عيسى نفسه حين واجه العلماء في المعبد أمطرهم وابلاً من الأسئلة. ويكاد الحوار الأول في الكتاب يكون إعلاناً لاستقلال الفلسفة: «يجب أن يكون أساس الإيمان في عقل الإنسان وفي القضايا المتناقضة». وهو ينقل أقوالاً عن أمبروز، وأغسطين، وجر بحوري الأول، تؤيد الإيمان، ويستشهد بأقوال من هيلاري Hilary، وجيروم، وأوغسطين، على أن من الخير أن يستطيع الإنسان أن يثبت دينه بالاعتماد على العقل. ويكرر أبلار استمساكه بأصول الدين، ولكنه يعرض للجدل مسائل مثل: الإرادة الإلهية، والإرادة الحرة، ووجود الخطيئة والشرف في عالم خلقه إله خيّر قادر على كل شيء، واحتمال أن يكون الله غير قادر على كل شيء. وما من شكل في أن استدلاله الحر في هذه المسائل قد زلزل إيمان الطلاب الشبان المولعين بالجدل. على أن هذه الطريقة - طريقة التعليم بالبحث الحر إلى أقصى حدود الحرية- أضحت هي الخطية المألوفة المتبعة في الجامعات الفرنسية وفي الكتابات الفلسفية والدينية؛ وأكبر الظن أنها قد سلكت هذه السبيل بفضل المثل الذي ضربه لها أبلار. وسنرى القديس تومس يتبعها دون أن يخشى شيئاً ودون أن يوجه إليه لوم، وهكذا وجدت النزعة العقلية مكاناً لها في مستهل عهد الفلسفة المدرسية. وإذا كان كتابه نعم ولا لم يغضب إلا عدداً قليلاً من الناس لأنه لم يوزع منه إلا عدد قليل من النسخ، فأن ما حوله أبلار من تحكيم العقل في موضوع التثليث - وهو الموضوع الشديد الغموض- لم يكن له ذلك الأثر الضيق الذي كان لهذا الكتاب، ولم يكن ارتياع الناس له محصوراً في القليل منهم؛ وذلك لأنه كان موضوع محاضراته التي ألقاها في عام 1120، وموضوع كتابه في وحدة الإله والتثليث.
وقد كتب هذا الكتاب، كما يقول هو نفسه: (لطلابي لأنهم كانوا على الدوام يبحثون عن العقول وعن الشروح الفلسفية، ويسألون عما يستطيعون فهمه من الأسباب لا عن الألفاظ دون غيرها، ويقولون أن من العبث أن نعلق بألفاظ لا يستطيع النقل تتبعها، وأنه لا شيء يمكن تصديقه إلا إذا أمكن فهمه أولاً، وأن من أسخف الأشياء أن يعظ إنسان غيره بشيء لا يستطيع هو نفسه أن يفهمه ولا يستطيع من يسعى لتعليمهم أن يفهموه" وهو يقول أن هذا الكتاب (انتشر انتشاراً واسعاً جداً) وأن الناس أعجبوا بما فيه من دقة. وقد أشار فيه إلى أن وحدة الله هي النقطة الوحيدة التي يتفق فيها أعظم الأديان وأعظم الفلاسفة. ففي الله الواحد الأحد تشهد قدرته بوصفه الأقنوم الأول، وحكمته بوصفه الأقنوم الثاني، ونعمته، وإحسانه، وحبه بوصفها الأقنوم الثالث. وهذه كلها نواح أو أعراض من الجوهر القدسي؛ ولكن جميع أفعال الله تتضمن وتجمع في الوقت عينه قدرته، وحكمته، وحبه. وقد شعر كثيرون من رجال الدين بأن هذا التشبيه مما يمكن التجاوز عنه والسماح به؛ ورفض أسقف باريس ما طلبه إليه روسلان -وكان قد أصبح وقتئذ شيخاً طاعناً في السن مستمسكاً بالدين- أن يتهم أبلار بالكفر؛ ودافع جيفروي Geoffroy أسقف شارتر عن أبلار طوال فترة السخط الذي حل بهذا الفيلسوف المستهتر. ولكن ألبريك Alberic ولوتلف، وهما مدرسان في ريمس كانا قد تنازعاً مع أبلار في لامون عام 1113، حرصاً كبير الأساقفة على أن يأمره بالمجيء إلى سواسون ومعه كتابه عن التثليث، وأن يدفع عن نفسه تهمة الإلحاد. فلما قدم أبلار إلى سواسون 1121 وجد أن الغوغاء قد أثيروا عليه، وأنهم "يوشكون أن يرجموني بالحجارة... لاعتقادهم أني قلت بوجود آلهة ثلاثة". وطلب أسقف شارتر أن يستمع المجلس إلى دفاع أبلار عن نفسه، ولكن ألبريك وغيره رفضوا طلبه بحجة أن أحداً لا يستطيع أن يدحض حجج أبلار ولا يسعه إلا أن يقتنع بأقواله. وأدانه المجلس من غير أن يستمع إليه، وأرغمه على أن يلقي كتابه في الدار، وأمر رئيس دير القديس Medrad أن يجزه في الدير سنة كاملة، ولكن مرسوماً بابويا أفرج عنه بعد وقت قصير، وأعاده إلى دير القديس دنيس.
وقضى أبلار في الدير سنة في شجار دائم مع رهبانه المشاكسين، ثم حصل بعد ذلك من رئيس الدير الجديد سوجر Suger العظيم على إذن بأن يبنى لنفسه صومعة في بقعة منعزلة في منتصف المسافة بين فونتينبلو Fontainebleau وتروى 1122، وهناك أقام بمعونة رفيق في الدرجات الدنيا من الرهبة مصلى صغيرة من القش والغاب سماها (الثالوث المقدس). ولما سمع الطلاب أنه قد أجيز له مرة أخرى أن يدرس أقبلوا عليه، وجعلوا من أنفسهم مدرسة عاجلة مرتجلة، وبنوا أكواخاً بجوار المصلى، وناموا على القش والبوص، وطمعوا (الخبر الخشن وأعشاب الحقول. وظهر في هذا المكان تعطش للعلم ما لبث أن أوجد الجامعات وملأها بالطلاب. والحق أن العصور المظلمة أضحت في هذا المكان وكأنها كابوس أوشك أن يدرج في طيات النسيان. وأخذ الطلاب، في نظير ما يلقيه من المحاضرات، يحرثون الأرض، ويقيمون الأبنية، وأنشئوا له مصلى جديدة من الخشب والحجارة سماها الروح المقدس، كأنه يريد أن يقول أن حب مريديه قد نزل عليه نزول الروح القدس في اللحظة التي فر فيها من المجتمع إلى العزلة واليأس. ولم تكن الثلاث السنين التي قضاها في ذلك المكان أقل سعادة من أية سنين عرفها من قبل. وأكبر الظن أن المحاضرات التي ألقاها على هؤلاء الطلاب المشوقين قد أحتفظ بها وأعيدت صياغتها في كتابين يسمى أحدهما الدين المسيحي Theologia Christiana ويسمى الثاني الدين Theologia لاغير.
وكانت العقائد الواردة في الكتابين مطابقة للدين القويم، ولكن العصر الذي كان حتى ذلك الوقت غريباً عن معظم آراء الفلسفة اليونانية قد راعه بعض الشيء أن يجد في الكتابين إشارات إلى المفكرين الوثنين مصحوبة بالثناء عليهم، كما وجد فيها ما يشير إلى أفلاطون أيضاً قد استمتع إلى حد ما لإلهام الإلهي. ولم يكن في وسع أبلار أن يعتقد أن جميع هذه العقول العظيمة الفذة السابقة للمسيح قد فاتتها أسباب النجاة، وأصر على أن الله يفيض حبه على جميع الناس، وفيهم اليهود والكفار، وعاد أبلار في غير ندم يدافع عن تحكيم العقل في أمور الدين، وقال أن الملحدين يجب أن يردوا عن إلحادهم بالعقل والمنطق لا بالعنف، وأن الذين يوصون بالإيمان بلا فهم إنما يسعون في كثير من الأحيان لستر عجزهم عن أن يعلموا الدين تعليماً يدركه العقل، وتلك شوكة نفذت من غير شك في جلود بعض الناس؟ فقد يبدو أن أبلار حين يحاول تفسير الدين المسيحي تفسيراً ينطبق على العقل والمنطق، لم يجرؤ على أكثر مما حاوله الإسكندر الهاليسي Alexander of Hales، وألبرتس مجنس، وتومس أكوناس من بعده؛ ولكن أبلار حاول أن يدخل أكثر عقائد الكنيسة خفاء وأعمقها غوراً في قبضة العقل، على حين أن تومس رغم شجاعته وجرأته ترك مسألة التثليث، وخلق العالم في زمن محدد، لإيمان بعيد عن متناول العقل، وفوق إدراكه. وخلقت له جرأته على هذا التفكير وحدة ذهنه المتجددة أعداء جدداً. فقد كتب يشير في أغلب الظن إلى برنار الكلير فوكسي Bernard of Clairvaux ونوربرت Norbert مؤسس طائفة البريمنستر أتنسيين يقول: يهرول بعض الرسل الجدد، الذين يثق العالم فيهم أعظم الثقة، هنا وهناك. ينهشون عرضي دون حياء، ولا يتركون لذلك سبيلاً إلا سلكوها، حتى أفلحوا على مر الزمن في أن يجعلوني هدفاً لسخرية الكثيرين من ذوي السلطان... ويشهد الله أنني كلما علمت بأن اجتماعاً جديداً لرجال الدين قد دعى إلى الانعقاد، اعتقدت أنهم لم يدعوا إلا لغرض واحد صريح هو إدانتي. ولعه أراد أن يكسب أولئك الناقدين، فترك التدريس وقبل دعوة وجهت إليه بأن يكون رئيس دير القديس جلداس في بريطانيا 1125، ولكن أرجح من هذا أن سوجر هو الذي نظم بدهائه وحكمته هذه النقلة مؤملاً بهذا أن تسكن العاصفة. وكان هذا الانتقال ترقية لأبلار وسجن له في وقت واحد، فقد ألفى الفيلسوف نفسه وسط سكان من (البرابرة) الذين (لا يفهمون)، وبين رهبان «أدنياء لا يُرَوَّضون» يعيشون جهرة مع حظياتهم. ونفر أولئك الرهبان من إصلاحاته فدسوا إله السم في الكأس التي كان يشرب منها وقت العشاء الرباني، فلما خاب تدبيرهم هذا رشوا خادمة بأن يدس له السم في الطعام؛ ولكن راهباً غير تناول الطعام «وخر صريعاً من فوره»؛ غير أن مرجعنا الوحيد في هذه الأقوال هو أبلار وحده. وأستبسل أبلار في النضال في هذه المعركة لأنه بقى في هذا المكان المنعزل إحدى عشرة سنة تتخللها بعض فترات كان في أثنائها بعيداً عنه.

## المدين
لسنا نعرف متى فر أبلار من منصبه العالي في رياسة الدير ومما كان يعانيه من آلام أو كيف أتيح له هذا الفرار. فها هو ذا يوحنا السلزبري يقول أنه استمع إلى محاضرات أبلار على جبل سانت جفييف في عام 1136، كذلك لا نعرف أي رخصة أجازت له أن يعود إلى التعليم، ولعله لم يطلب ترخيصاً ما، ولعله قد استهزأ في وقت ما بآداب الكنيسة فثار عليه رجالها وسلكوا ضده سبلاً ملتوية أدت إلى سقوطه الأخير. وإذا كان إخصاؤه قد أزال رجولته، فإنا لا نرى أثراً لهذا في الكتب التي نقلت إلينا أسس تعاليمه. وأن من الصعب علينا أن نجد فيها خروجاً صريحاً عن الدين، وأن كان من اليسير أن نجد فقرات أثارت بلا ريب غضب رجال الدين. من ذلك أنه يقول في كتاب له عن فلسفة الأخلاق عنوانه اعرف نفسك scito te ipsum أن الخطيئة ليست في العمل نفسه بل في نية العامل، وأن العمل أياً كان- حتى القتل نفسه - ليس خطيئة في ذاته. مثال ذلك أن أما لم تجد لديها من الثياب ما يكفي لتدفئة طفلها فضمته إلى صدرها وأماتته خنقاً على غير علمٍ منها؛ لقد قتلت هذه الأم طفلها الحبيب إليها فعاقبها القانون العقاب الذي تستحقه كي يصبح غيرها من النساء أكثر منها عنايه، ولكن هذه الأم بريئة من الذنب عند الله. وفوق هذا فلكي تكون هناك خطيئة، يجب أن يكون مرتكبها قد خالف ضميره الأخلاقي لا ضمير غيره من الناس وحدهم؛ وعلى هذا فأن قتل الشهداء المسيحيين لا يعد إثماً ارتكبه الرومان الذين كانوا يشعرون بأن اضطهاد هؤلاء المسيحيين واجب للإبقاء على دولتهم أو دينهم الذي خالوه صحيحاً.
وأكثر من هذا «أن الذين اضطهدوا المسيح أنفسهم أو اضطهدوا اتباعه، وهم يرون من واجبهم أن يضطهدوهم، قد ارتكبوا إثماً من حيث عملهم، ولكن لو أنهم امتنعوا عن اضطهادهم مخالفين بذلك ما تمليه عليهم ضمائرهم لارتكبوا بذلك إثماً أكبر». قد يكون هذا كله منطقاً سليماً معاً؛ ولكن إذا أخذ بهذه النظرية فأن عقيدة الخطيئة من أولها إلى آخرها من حيث مخالفتها لأوامر الله معرضة لأن تتبخر في تيار الجدل القائم حول النيات فلا يبقى لها وجود قط؛ فأي الناس، إذا استثنينا القديس بولس وعدداً قليلاً ممن هم على شاكلته، يعترف بأنه عمل ما يخالف ضميره؟ وكانت ست فقرات من الفقرات الست عشرة التي أدين أبلار من أجلها في عام 1141 مأخوذة من هذا الكتاب. وكان الذي أزعج الكنيسة أكثر من أي إلحاد معين تبينته عند أبلار هو افتراضه أن لا أسرار في الدين، وأن العقائد كلها يجب أن تكون قابلة للتفسير القائم على العقل، ولم يكن ثمة غرابة في صدور هذا القول منه. ألم يكن ثملاً بنشوة المنطق الذي جرؤ على يربطه بكلمة الله ويكاد يجعله من العلوم القديسة؟. ولنا أن نتساءل كم من العقول القاصرة غير الناضجة التي تأثرت بجرثومة ذلك التحليل المنطقي قد ضلت طريقها بحججه الطلية المؤيدة والمعارضة، إذا سلمنا بأن هذا الأستاذ الذي أفتتن به الناس وأغواهم قد وصل بأساليب غير مستقيمة إلى نتائج صحيحة سليمة؟ ولو أنه لم يكن له أمثلة من نوعه لترك وشأنه دون أن يناله أذى، رجاء ألا يطول أجله. لكنه كان له أتباع متحمسون، وكان ثمة معلمون غيره -وليم الكنشسى William of Conches، وجلبرت ده لابربه Gilbert de la Porrée، وبرنجر التوري Berenger of Tours- وكانوا كلهم يضعون الدين على مرشحة العقل. فإذا ظل هذا التيار يجري في مجراه، فإلى متى تستطيع الكنيسة أن تحتفظ بوحدة المقيدة الدينية وقوة الإيمان اللتين يقوم عليهما - فيما يبدو لها- نظام أوروبا الأخلاقي والاجتماعي؟ ألم يشرع آرلد البرشيائي Arnold of Brescia أحد تلاميذ أبلار يشعل فعلاً نار الثورة في إيطاليا؟ وأكبر الظن أن هذه الاعتبارات أو نحوها هي التي أوقفت القديس برنار موقف العداء جهرة أمام أبلار.
ذلك بأن حارس الدين الحريص على سلامته قد أشتم رائحة الخطر الذي يتهدد معتنقيه، فقاد المؤمنين إلى النضال. وكان من وقت بعيد ينظر بعين الارتياب إلى هجمات العقل الجريْ المتربص بالدين؛ ويبدو له أن طلب العلم إذا لم يقصد به خدمة الدين هو الوثنية بعينها؛ أما أن يحاول إنسان تفسير الأسرار المقدسة بقواعد العقل والمنطق فهو المعصية والحماقة؛ والعقل الذي يبدأ بتفسير هذه الأسرار الخفية سينتهي آخر الأمر إلى تدنيسها. ولم يكن القديس بالرجل الشرس المتربص للشر؛ ذلك أنه لما أن لفت وليم التييري أحد رهبان ريمس نظره في عام 1139 إلى ما في تعاليم أبلار من خطر، وطلب إليه أن يتهم الفيلسوف، صرف الراهب من عنده ولم يفعل شيئاً. ولكن أبلار نفسه استعجل الأمور بأن كتب إلى كبير أساقفة سان Sens أن تتاح له أثناء انعقاد مجلس الكنيسة المقبل في تلك المدينة، فرصة يدفع فيها عن نفسه تهمة الإلحاد التي يذيعها بعضهم عنه. ووافق كبير الأساقفة على هذا الطلب، لأنه لم يكن يرى بأساً في أن يكون كرسيه قبلة العالم المسيحي؛ وأراد أن يكون الكفاح قوياً فدعاً برنار إلى الحضور، ولكنه أبى وقال أنه سيكون في حلبة الجدل "طفلاً لا أكثر" أمام أبلار الذي تدرب على المنطق أربعين عاما. غير أنه كتب إلى عدد من الأساقفة بحثهم على الحضور للدفاع عن الدين: "يحاول بطرس أبلار أن يقوض فضائل الدين المسيحي حين يدعى لنفسه القدرة على فهم الله فهما كاملاً بالاعتماد على العقل البشري. فهو يرقى إلى السموات العلا، وينزل إلى الأغوار السحيقة؛ ولا يستطيع شيء أن يختفي عنه!... وهو لا يكتفي بأن ينظر إلى الأشياء من خلال المنظار نظرة غير واضحة، بل يرى أن لابد له من النظر إلى الأشياء وجهاً لوجه... أن فيه لشبها بأربوس حين يتحدث عن التثليث، وبيلاجبوس Pelagius حين يتحدث عن البركة، ونسطوريوس حين يتحدث عن شخص المسيح... أن دين المتقين هو الإيمان والتصديق، لا المجادلة؛ أما هذا الرجل فليس له عقل يصدق به ما لم يسبق له أن ناقشه بمنطقه. وتغلب أتباع برنار عليه، وأظهروا له ضعفهم، فاضطروه إلى الحضور؛ فلما أقبل أبلار على سان (يونية سنة 1140) وجد الجماهير، كما وجدها في سواسون قبل ذلك الوقت بتسعة عشر عاما، ثائرة عليه لمجرد وجود برنار في المدينة، ولعدائه الشديد له، حتى لم يكن يجرؤ على الظهور في شوارعها. أما كبير الأساقفة فقد حقق حلمه، لأن سان بدت أسبوعاً كاملاً وكأنها مركز العالم كله. لقد جاء إليها ملك فرنسا تحف به حاشيته الفخمة، وأقبل عليها عشرات من كبار رجال الكنيسة، وكان برنار الذي أقعدته الرثية وعلت وجهه صرامة القداسة يبعث الرعب في قلوبهم جميعاً. وكان بعض أولئك الأحبار قد أحسوا فرادى أو مجتمعين بوخز الطعنات التي وجهها أبلار لمعائب رجال الدين، ولفساد أخلاق القساوسة والرهبان، وبيع صكوك الغفران، واختراع المعجزات الزائفة وأيقن أبلار أن المجلس سيدينه، فحضر جلسته الأولى وأعلن أنه لن يرضى بأن يحكم عليه غير البابا نفسه، ثم غادر الاجتماع وخرج من المدينة. ولم يكن المجلس واثقاً، بعد أن طلب إليه التنحي عن الحكم، أن من حقه قانوناً أن يحاكم أبلار؛ ولكن برنار أكد له أن هذا من حقه، فأخذ المجلس يطعن في ست عشرة مسألة منتزعة من كتب أبلار، ومن بينها تعريفه للذنب، ونظريته في التثليث التي يقول فيها أنه هو القدرة، والحكمة، والحب من صفات الإله الواحد. وسافر أبلار إلى روما ليعرض قضيته على البابا وهو لا يكاد يملك شروى نقير، وأعترضه في السفر شيخوخته وضعفه فتأخر كثيراً في الطريق. ولما وصل إلى دير كلوني في برغندية استقبله بطرس المبجل بالشفقة والحنان، فاستراح في الدير بضعة أيام قليلة. وفي هذه الأثناء أصدر أنوسنت الثاني قراراً بالتصديق على حكم المجلس، وفرض الصمت الدائم على أبلار، والأمر بحجزه في أحد الأديرة. ورغب أبلار بالرغم من صدور هذا القرار أن يواصل حجه، ولكن بطرس أقنعه بالا يفعل، وقال له أن البابا لا يمكن أن يصدر قراراً يخالف ما يراه برنار. وخضع أبلار لهذا الرأي لما عاناه من الإعياء الجسمي والروحي، فصار راهباً في دير كلوني واختفى في ظلام أسواره وطقوسه، وقوى روح زملائه الرهبان بتقواه، وصمته، وصلواته. وكتب إلى هلواز - التي لم يرها قط بعد ذلك الوقت- يعترف اعترافاً مؤثراً بإيمانه بتعاليم المسيح، وألف لها في أغلب الظن، ترانيم من أجمل ما يحتو به أدب العصور الوسطى. وتعزى إليه (مرئية) في صورة رثاه من داود إلى يوناثان، ولكن في وسع أي قارئ أن يلمح فيها أينما رفيقاً:
لو قدر لي أن أرقد معك في قبر واحد
لرأيت السعادة في أن أموت،
فلست أعرف من النعم التي يمكن أن يهبها الحب في هذه الدنيا ما هو أعظم من هذه النعمة.
ولو أنني عشت بعد أن تموتين ويبرد جسمك
لكان ذلك هو الموت الأبدي،
ولن يكون في شبحي نصف روح
يمسك على حياتي أو نصف نفسي.
ها أنا ذا، ألقي قيثارتي
ألا ليتني أستطيع أن أمسك كذلك دموعي وأنيني!
لقد آلم العزف يدي
ومح صوتي
من فرط الحزن، وحل بروحي الإعياء.
وأصابه المرض بعد هذا الوقت بقليل، وأرسله رئيس الدير الرحيم إلى دير القديس مارسل St. Marcel بالقرب من شالون ليبدل فيه الهواء؛ وهناك وفي اليوم الحادي والعشرين من أبريل عام 1142 وافته المنية وهو في الثالثة والستين من عمره. ودفن في كنيسة الدير؛ ولكن هلواز ذكرت بطرس المبجل بأن أبلار قد طلب في حياته أن يدفن في (الروح القدس). وجاء إليها الرئيس الرحيم نفسه بالجثة، وحاول أن يواسيها بالتحدث عن حبيبها الميت بأنه سقراط زمانه وأفلاطونه وأرسطوطاليسه؛ وترك معها رسالة تفيض بالحنان المسيحي: وهكذا يا أختي العزيزة المعظمة في الله، أن الرجل الذي اجتمعت وإياه، بعد رابطتكما الجسمية، برابطة خير منها وأقوى هي رابطة الحب المقدس، والذي خدمت... الله معه، هذا الرجل يأخذه الله بدلاً منك، فهو صورة أخرى منك، وينفث فيه دفء صدره؛ ويحتفظ به حين يدوي صوت الملاك الأكبر، وينفخ في الصور من السموات العلي، ليرده إليه نعمة منه ورحمه. ولحقت بحبيبها في عام 1164 بعد أن بلغت من السن ما بلغه هو، وكادت تنال من الشهرة مثل ما ناله. ودفنت بجواره في حديقة (الروح القدس).
ودمرت هذه الحديقة في أثناء الثورة الفرنسية، وعبثت الأبدي بالقبور، ولعلها اختلط بعضها ببعض. ثم نقل ما يظن أنه رفات أبلار وهلواز إلى مقبرة الأب لاشيز Père Lachaise بباريس في عام 1817. وهناك ترى الرجال والنساء إلى يومنا هذا يأتون في أيام الأحد من فصل الصيف يحملون الأزهار ليزينوا بها القبر.

## أعماله الأولى
- The Glosses of Peter Abailard on Porphyry (Petri Abaelardi Glossae in Porphyrium)
- Sic et Non
- Dialectica, before 1125
- Theologia 'Summi Boni', Theologia christiana, and Theologia 'scholarium'. His main work on systematic theology written between 1120 and 1140, and appeared in a number of versions under a number of titles (shown in chronological order).
- Dialogue of a Philosopher with a Jew and a Christian, 1136–1139
- Ethics or Know Yourself (Ethica or Scito Te Ipsum), before 1140
- Historia calamitatum (The story of my misfortunes), Autobiography in epistolary form. Available at Fordham Medieval Sourcebook
- Abelard & Heloise: The Letters and other Writings, translated with introduction and notes, by William Levitan, 2007, ISBN 978-0-87220-875-9.[6]

## معرض الصور

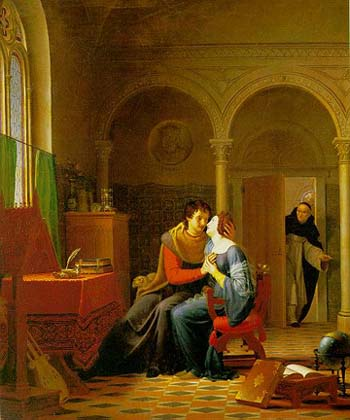
Les Amours d'Héloïse et d'Abeilard (1819), oil on canvas, by Jean Vignaud
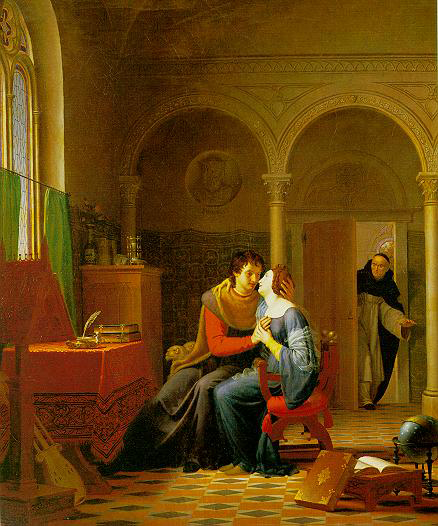
Les Amours d'Héloïse et d'Abeilard (1819), oil on canvas (fragment)
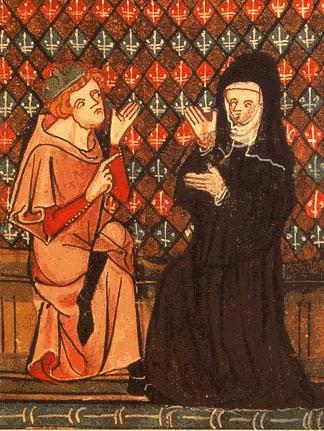
Abelard and Heloise
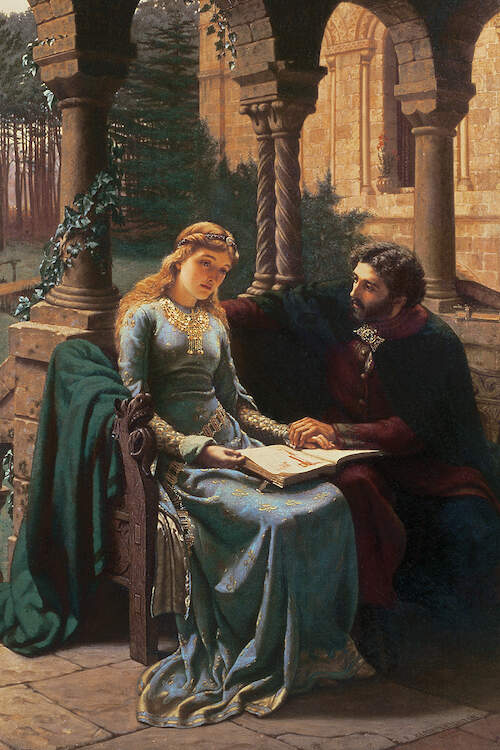
Abaelard and his pupil Heloise
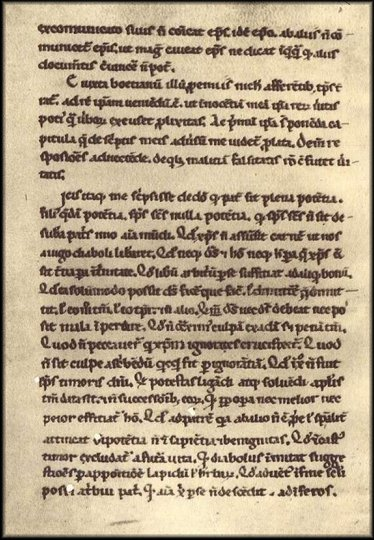
Page from Abaelard's "Apologia contra Bernardum" (12th century manuscript)
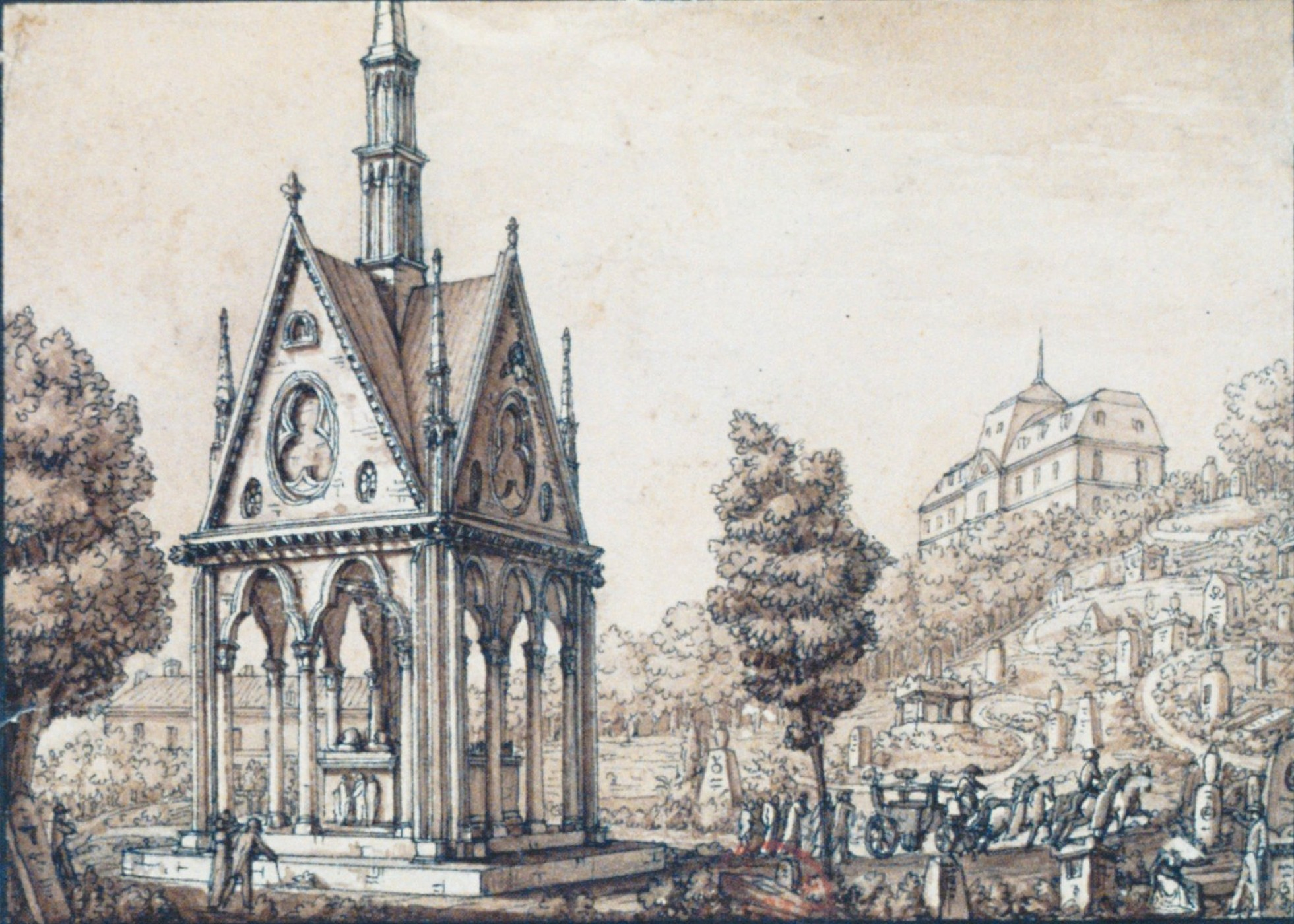
the tomb of Abaelard and Heloisa
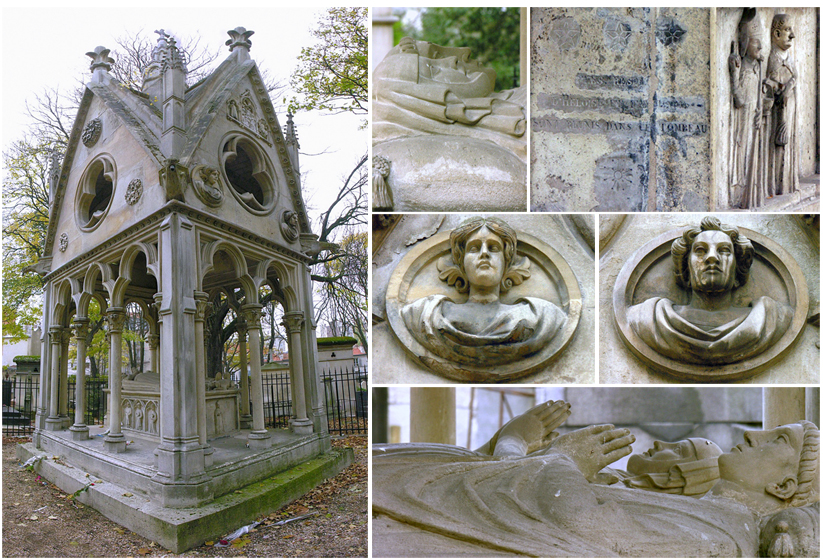
Tomb of Abelard and Heloise
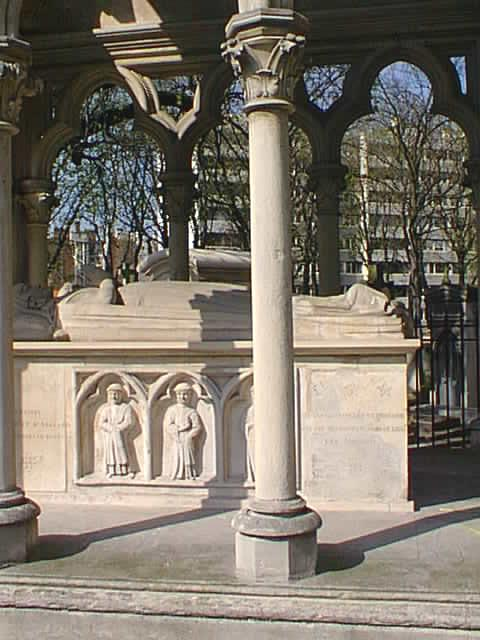

## وصلات خارجية
- بيار أبيلار على موقع الموسوعة البريطانية (الإنجليزية)
- بيار أبيلار على موقع ميوزك برينز (الإنجليزية)
- بيار أبيلار على موقع إن إن دي بي (الإنجليزية)
- بيار أبيلار على موقع أول ميوزيك (الإنجليزية)
- بيار أبيلار على موقع ديسكوغز (الإنجليزية)
- مؤلفات Pierre Abélard في مشروع غوتنبرغ
- Semantics and ontology in the thought of Peter Abelard
- Peter Abelard from the موسوعة ستانفورد للفلسفة
- Abelard and Heloise from في زماننا  [لغات أخرى]‏
- Le Pallet, birthplace of Pierre Abélard, in pictures
- Weisstein، Eric Wolfgang (المحرر). "Abelard, Peter (1079–1142)". ولفرام ريسيرتش.
- Peter King, Abelard biography
- The Love Letters of Abelard and Heloise. Trans. by Anonymous (1901).
- Pierre (Peter) Abelard of Le Pallet, introduction Short biography of Pierre (Peter) Abélard, with summary of heresies used to accuse and try him at Sens in 1140; links to explanations; relevant bibliography